# ژوزف واسکو
ژوزف واسکو (فرانسوی: Joseph Wasko‎؛ زادهٔ ۲۸ نوامبر ۱۹۳۱) دوچرخه‌سوار اهل فرانسه است.